# Deductivismo
En filosofía de las matemáticas, el deductivismo, o a veces si-entoncismo (del inglés if-thenism), es una variante del formalismo que propone que el trabajo del matemático consiste en derivar proposiciones a partir de la asunción de que ciertas otras son correctas (si A, entonces B). Tradicionalmente se ha asumido que esas proposiciones básicas (o axiomas) son o deberían ser indudablemente correctas. Pero eso no es ni necesariamente correcto ni necesario. No es necesario porque la matemática no necesita fundaciones indudables, y no es necesariamente correcto porque, de hecho, la matemática trabaja perfectamente (especialmente en el área de las matemáticas aplicadas) sobre la base que los axiomas son presumiblemente correctos y presumiblemente coherentes y que las inferencias que siguen de esos presumibles axiomas son presumiblemente posibles (en el sentido que se puede crear un modelo matemático a partir de ellas).
Los deductivistas requieren que toda y cada prueba matemática sea una deducción. Ellos reconocen que no todas tales pruebas son estrictamente válidas (véase Validez (epistemología) y Validez (lógica)) pero consideran que toda prueba informal debe ser completable como deducción para ser considerada válida.
Por ejemplo, el deductivismo considera que el teorema de Pitágoras no es verdadero sin más, sino solo en relación con ciertos supuestos. Si a las cadenas se les asignan significados, de tal manera que los axiomas sean verdaderos y reglas de inferencia sean válidas, entonces se obtienen «conclusiones ciertas», tales como el teorema de Pitágoras. En este sentido, el formalismo no sigue siendo obligatoriamente un juego simbólico sin sentido. El matemático puede confiar, en cambio, que existe una interpretación de las cadenas de caracteres sugerida por ejemplo por la física o por otras ciencias naturales, tal que las reglas conduzcan a «afirmaciones verdaderas». Por lo tanto un matemático deductivista se puede mantener al margen tanto de la responsabilidad por la interpretación como de las dificultades ontológicas de los filósofos.
En 1967, Hilary Putnam revivió una idea de Bertrand Russell —el «si-entoncismo» (if-thenism)— e introdujo el deductivismo como una respuesta a algunos problemas con el logicismo en Principia Mathematica. Putnam propone considerar las matemáticas como el estudio de las consecuencias de los axiomas, usando teoría de modelos. En consecuencia interpreta las proposiciones matemáticas como refiriéndose a un posible modelo para esas proposiciones. A diferencia de la sugerencia logicista de Russell y otros, el deductivismo basa y transforma la matemática en una lógica con un sentido mucho más amplio que el sentido logicista. La lógica deductivista incluye, por ejemplo, la teoría de conjuntos necesaria para estudiar las consecuencias que siguen de axiomas. El logicismo podría ser solo una versión del deductivismo, usando una concepción más restrictiva de la lógica matemática.
Según Putnam, si bien la condición de veracidad (o corrección) de esas verdades se satisface (o demuestra) mostrando que constituyen un modelo de ese conjunto de axiomas (es decir, constituyen un caso ejemplar de tales axiomas), el de los axiomas solo puede ser asumido, y por lo tanto el todo está expuesto a error. «Las matemáticas pueden estar erradas, y no sólo en el sentido de que las pruebas podrían ser falaces o que los axiomas podrían no ser (si reflexionamos más profundamente) realmente evidentes. Las matemáticas (o, más bien, una teoría matemática) podría estar equivocado en el sentido de que los axiomas "evidentes" podrían ser falsos, y los axiomas que son verdaderos pueden no ser "evidentes" en absoluto. Pero esto no hace que la búsqueda de la verdad matemática sea imposible más de lo que lo ha hecho en la ciencia empírica, ni tampoco significa que no debemos confiar en nuestra intuición cuando no tenemos nada mejor para continuar.»